# 타카기 사유키
타카기 사유키(일본어: 高木紗友希 다카기 사유키[*], 1997년 4월 21일 ~ )는 일본의 여성 아이돌 그룹 전 Juice=Juice의 서브리더. 전 업프런트 프로모션 소속.

## 인물
- 층쿠에서는 노래의 안정감을 높이 평가되고 있다.
- 쿠도 하루카는 친구.

## 약력
2009년
- 11월, 하로프로에그에 가입.
- 11월 23일,「2009 헬로! 프로젝트 신인 공연 11월 요코하마 FIRE!~」에서 하로프로 그의 새 멤버로 소개됐다.

2010년
- 10월, 극장판 정말 있던 무서운 이야기 3D 제3화「누군가 있다」에서 사토 아야노와 함께 주연.

2013년
- 2월 3일, 하로프로연수생 중에서 결성되는 새로운 유닛의 멤버로 뽑혔다. 다카기 이외의 멤버는 카나자와 토모코, 미야자키 유카, 우에무라 아카리, 미야모토 카린부터 5명의 유닛이 된다.
- 2월 25일, 신유닛 그룹 이름이「Juice=Juice(주스=주스)」로 발표되었다.

2019년
- 6월 12일, 동년 6월 18일부터 2대 서브리더에 취임하는 것이 발표되었다.

2021년
- 2월 12일, 본인에 대해「헬로! 프로젝트의 멤버로서 자각이 부족하다고 종합적으로 판단」하여 헬로! 프로젝트와 Juice=Juice의 활동을 종료하였음을 발표했다[1].
- 3월 31일, 업프런트 프로모션와의 전속 매니지먼트 계약을 동년 3월말일을 기해 종료하는 것을 발표[2].

2022년
- 4월 11일, 자신의 유튜브 채널『사유베(さゆべえ)』를 개설. 해당 채널에 업로드된 동영상 내에서 「『주식회사 아노네』를 설립하여 그 사장이 될 것」을 발표[3][4].

## 작품

### 착신 악곡
타카기 사유키 명의
- 恋する!さかなヘン / 야지마 마이미, 나카지마 사키, 오카다 마리나 (LoVendoЯ), 키시모토 유메노 (츠바키팩토리) (2019년 3월 30일, 업프런트 워크스)

사유베 (さゆべえ) 명의
- ダイヤモンド (2022년 6월 17일)
- マイラブ (2023년 2월 8일)
- カメレオン (2023년 4월 26일)
- 愛煩い (2023년 7월 27일)
- ロンリーナイト (2023년 12월 24일)

### 영상 작품
- 극장판 정말 있던 무서운 이야기 3D (2010년 11월 5일)
- 공간 젤리『지금이 언제가 되기 전에』(2011년 2월 23일)
- 리본 ~생명의 오디션~ (2012년 3월 14일, 업프런트 워크스)
- 수학♥여자학원 DVD-BOX (2012년 5월 29일)
- Greeting ~타카기 사유키~ (2015년 12월 19일) - e-LineUP! 한정 판매

## 출연

### 콘서트 · 라이브
- 2009 헬로! 프로젝트 신인 공연 11월 ~요코하마 FIRE!~ (2009년 11월 23일, 요코하마 BLITZ)
- 2010 헬로! 프로젝트 신인 공연 3월 ~요코하마 GOLD!~ (2010년 3월 27일, 요코하마 BLITZ)
- 2010 헬로! 프로젝트 신인 공연 6월 ~요코하마 HOP!~ (2010년 6월 5일, 요코하마 BLITZ)
- 2010 헬로! 프로젝트 신인 공연 9월 ~요코하마 STEP!~ (2010년 9월 5일, 요코하마 BLITZ)
- 2010 헬로! 프로젝트 신인 공연 11월 ~요코하마 JUMP!~ (2010년 11월 28일, 요코하마 BLITZ)
- 하로프로에그 2011 발표회 ~9월의 생계란 Show!(2011년 9월 11일, 요코하마 BLITZ)
- 하로프로연수생 발표회 2012 ~3월의 생계란 Show!~ (2012년 3월 31일, 니혼바시 미츠이 홀)
- 하로프로연수생 발표회 2012 ~6월의 생계란 Show!~ (2012년 6월 17일, 야마노 홀)
- 하로프로연수생 2012 발표회 ~9월의 생계란 Show!~ (2012년 9월 9일, 야마노 홀)

### 이벤트
- 「One Love Life Live」음악 & 개그 콘서트 (2011년 5월 3일 ~ 5일, 후지 TV 1층 광장 특설 무대)
- 하로프로에그 시오도메 AX이벤트(2011년 6월 19일, 시오도메 AX)
- 시오도메「시오도메 ☆ 아이돌 카니발! 2011 in SHIODOME-AX」하로프로에그 새 구성을 맞아 ~하기 휴가 중 데라 AX!~ (2011년 8월 11일 · 18일, 시오도메 AX)
- 시오도메 2012 시오도메 ☆ 아이돌 카니발! 2012 하로프로연수생 하계 휴가 중 ~시오도메 헌터~ (2012년 8월 26일, 시오도메 AX)

### 무대
- 코코 스마일 6 ~하색의 캔버스~ (2009년 8월) - 카시와기 코노하 역
- 공간 젤리 vol.12 지금이 언제가 되기 전에 (2010년 10월 30일 ~ 11월 7일, 이케부쿠로 시어터 그린 BIG TREE THEATER) - 후쿠모토 아야노 역

### 뮤지컬
- 리본 ~생명의 오디션~ (2011년 10월 8일 ~ 17일, 전노제 홀 스페이스 제로) - 황새 역

### 영화
- 극장판 정말 있던 무서운 이야기 3D 제3화"「누군가 있다」(2010년) - 주연 · 쿠라타 아스카 역

### 텔레비전 드라마
- 마요마요 거짓말, 거짓말, 거짓말 (2010년, NHK 교육 텔레비전) - 와카나 역
- 수학♥여자학원 (2012년 2월 22일, 니혼 TV 계열) - 마이하마 하루 역

### 버라이어티
- 아송데마나브 인기 아역이 미남 선생님과 사회과 견학! (2010년, TV 도쿄)

## 서적

### 사진집
- 1st 솔로 사진집「紗友希」(2019년 8월 9일, 오딧세이 출판)

## 소속 유닛
- Juice=Juice (2013년 ~ 2021년)
- 트리플렛 (2014년 ~ 2021년)

## 같이 보기
- 헬로! 프로젝트